# Gasthaus zum weißen Hahn (Wemding)

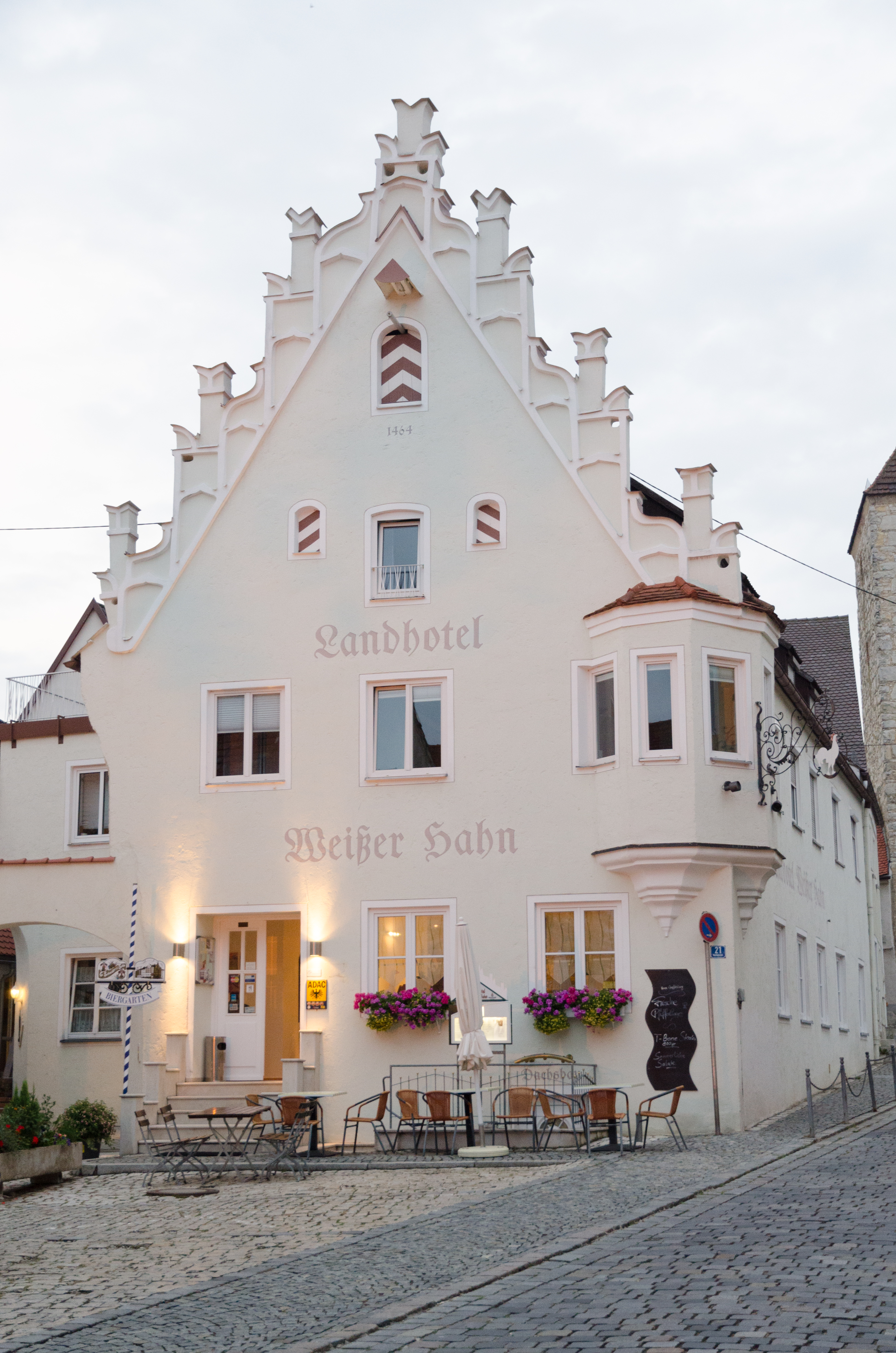
Gasthaus zum weißen Hahn in Wemding

Das Gasthaus zum weißen Hahn in Wemding, einer Stadt im schwäbischen Landkreis Donau-Ries in Bayern, wurde Mitte des 16. Jahrhunderts errichtet. Das Gasthaus an der Wallfahrtstraße 21 ist ein geschütztes Baudenkmal.
Der zweigeschossige Satteldachbau mit polygonalem Eckerker und zweigeschossigem Staffelgiebel besitzt Zinnenaufsätze und Kielbögen.